# دم‌چنگالی پس‌سربلوطی
دم‌چنگالی پس‌سربلوطی (نام علمی: Enicurus ruficapillus) نام یک گونه از سرده دم‌چنگالی است.